# Kenny Roberts
Kenneth Leroy Roberts, més conegut com a Kenny Roberts   (Modesto, 31 de desembre de 1951), és un antic pilot de motociclisme nord-americà que va guanyar tres Campionats del Món de 500cc consecutius al tombant de la dècada del 1970. En guanyar el seu primer títol el 1978 va esdevenir el primer campió del món de motociclisme nord-americà. La seva superioritat a les curses va fer que se'l conegués popularment com al "marcià" (The Martian). Expert també en la modalitat de motociclisme en pista, va guanyar dues vegades el campionat Grand National de l'AMA i és un dels quatre únics pilots a haver guanyat mai l'AMA Grand Slam.
El seu pas pel mundial de motociclisme va deixar-hi una important empremta, tant pel que fa a les mesures de seguretat que s'hi apliquen actualment com a la influència en el mateix dels propis pilots (els quals va empènyer a organitzar-se com a col·lectiu). Tanmateix, el seu llegat principal és segurament l'estil de pilotatge actual, hereu del que ell va introduir-hi i que va adoptar del que feia servir a les curses de dirt track.
Un cop retirat de la competició, Roberts esdevingué propietari d'un equip de curses i, al mateix temps, constructor de motors i xassís de motocicleta. L'any 2000 fou nomenat MotoGP Legend per la FIM. Aquell any mateix, el seu fill, de nom també Kenny Roberts, guanyà el Campionat del Món de 500cc.

## Primers anys
Fill d'Alice i Melton "Buster" Roberts, Kenny va néixer a Modesto i es va criar a la zona agrícola rural just al costat de l'autopista 132, prop de les vinyes de la banda oest del celler E & J Gallo. De petit li agradava muntar a cavall. Va conduir una motocicleta per primer cop a 12 anys, quan un amic el va reptar a portar la seva minimoto. Va construir la seva pròpia motocicleta connectant el motor del tallagespa del seu pare a un quadre de bicicleta. Roberts va començar la seva carrera de pilot en pistes de terra després de presenciar una cursa local a Modesto i decidir que s'hi volia dedicar. El seu pare li va comprar una Tohatsu, però en veure que no era competitiva va passar a una Hodaka, més potent.
Roberts va mostrar un talent natural per a les competicions de dirt track i va començar a guanyar-ne curses locals. Al tombant de la dècada del 1960 va pilotar una Montesa. El 1968, els seus resultats van cridar l'atenció d'un concessionari de Suzuki, Bud Aksland, que es va oferir a patrocinar-lo. Roberts va decidir d'abandonar l'escola secundària abans de l'últim curs per a poder dedicar-se a les curses de motocicletes. L'edat mínima per a poder competir professionalment era aleshores de 18 anys, per tant, l'endemà mateix del seu divuitè aniversari va participar en la seva primera cursa professional al Cow Palace de San Francisco, on acabà quart.

## Carrera esportiva

### Carrera inicial a l'AMA

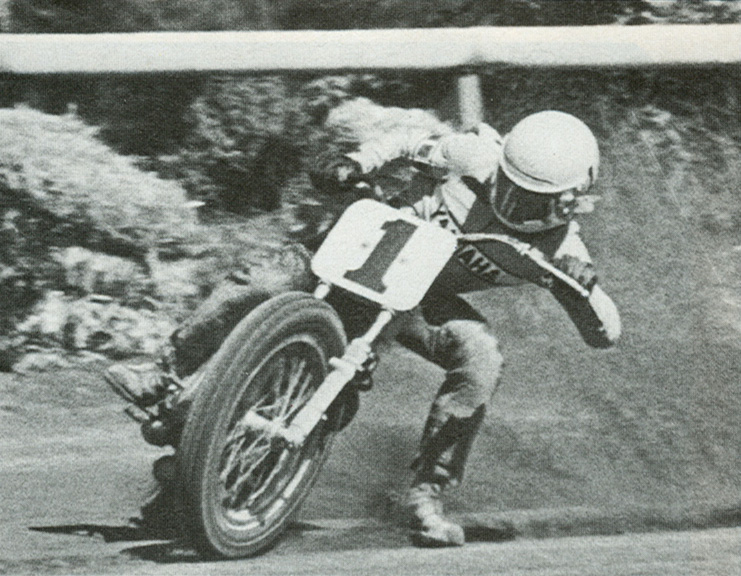
Roberts el 1974 amb la Yamaha competint en una cursa de dirt track de l'AMA Grand National

Aksland, conscient que a Roberts li caldria més ajut si volia progressar, li va presentar el pilot d'aviació i aficionat a les curses de motociclisme Jim Doyle, el qual esdevingué el seu representant. El 1971, Doyle i Roberts van demanar motos i suport oficial al distribuïdor de Triumph als EUA, però els van dir que Roberts era massa petit per a poder conduir una de les seves motocicletes.
Tot seguit van adreçar-se a l'equip de l'importador nord-americà de Yamaha, que va acceptar patrocinar Roberts tot i tenir només 19 anys. Yamaha va demanar al cap del seu programa de curses nord-americà, l'antic campió del món de 250cc Kel Carruthers, que l'ajudés a encarrilar la carrera de Roberts, cosa que va ser l'inici d'una llarga i fructífera relació entre tots dos. Carruthers va posar fi a la seva carrera com a pilot després de la temporada de 1973 per a poder concentrar-se a temps complet en el manteniment i la posada a punt de les motocicletes de Roberts mentre en va ser mentor al campionat AMA Grand National, alhora que Doyle romania com a director de l'equip.
El campionat Grand National de l'AMA constava de proves de quatre disciplines diferents de pista de terra a més de curses de velocitat. En la seva segona cursa professional com a pilot novell a la classe expert, el 1972, Roberts va obtenir la victòria a la cursa de short track de l'Astrodome de Houston. Al llarg de l'any, Roberts es va fer un nom lluitant contra l'equip de fàbrica de Harley-Davidson, l'històric dominador de les curses de dirt track, a bord d'una poc potent (en comparació amb les Harley) Yamaha XS650 i compensant-ne la manca de cavalls amb la seva gran determinació. Va acabar la temporada al quart lloc final del campionat i gràcies a aquest èxit va ser nomenat AMA Rookie of the Year ("novell de l'any").

### Influència de Saarinen
El 1972, Jarno Saarinen era tingut per un dels millors pilots de velocitat del món, especialment després d'haver-li disputat el títol de 350cc a l'etern campió Giacomo Agostini. En acabar la temporada del campionat del món d'aquell any, Saarinen va viatjar a Amèrica per a competir en una cursa a l'Ontario Motor Speedway. Roberts hi era i va observar l'estil de pilotatge de Saarinen, desplaçant el pes corporal cap a l'interior del revolt. Per bé que l'americà tenia un talent natural per a pilotar motocicletes sobre superfícies de terra, en circuits asfaltats no acabava de dominar la moto mentre negociava els revolts. Roberts va provar la tècnica de Saarinen i va trobar que l'ajudava a maniobrar la motocicleta. Va adoptar aquell estil als revolts i en va exagerar el desplaçament del cos, encara més que Saarinen, tot estenent el genoll cap enfora fins a fregar la superfície de la pista. Amb la seva nova tècnica de pilotatge, Roberts va començar a destacar a les curses de velocitat. Les Yamaha, a més, s'hi desenvolupaven molt bé (la Yamaha TZ750 era la motocicleta capdavantera a l'època).

### Campió de l'AMA Grand National
El 1973, tot just en la seva segona temporada com a expert, Roberts va guanyar el Campionat AMA Grand National. Malgrat que la seva Yamaha de pista de terra no tenia la potència de les Harley-Davidson, va guanyar tres curses i va acabar sempre entre els deu primers, acumulant un rècord de 2.014 punts en el total de 25 curses del campionat.

### Primeres competicions europees
És un home petit vestit de groc i clarament d'un altre món. 
A la Daytona 200 de 1974, després que el líder inicial Gary Nixon es retirés, Roberts va lluitar pel lideratge amb l'antic campió del món de 500cc Giacomo Agostini abans que el sobreescalfament del motor l'obligués a conformar-se amb el segon lloc. L'abril d'aquell any, Roberts va anar per primer cop a Europa per a competir en la prestigiosa Imola 200, una cursa per a motocicletes de 750cc on va causar una impressió positiva competint contra els millors del món. Vestint la granota de curses oficial de Yamaha USA amb els colors del borinot, groc i negre, Roberts va prendre el lideratge a l'inici de la cursa amb Agostini en segon lloc. Va anar distanciant-se de l'italià fins que els pneumàtics van començar a perdre adherència, cosa que el va obligar a reduir velocitat i, finalment, va permetre a Agostini d'avançar-lo i guanyar.
Tot i que Roberts va acabar segon darrere d'Agostini un cop més, la seva primera experiència a Europa li va deixar una profunda impressió, ja que es va meravellar davant la quantitat i calidesa dels aficionats italians. La primera actuació europea de Roberts també va deixar una impressió en els aficionats europeus, ja que pocs havien vist mai una motocicleta de Gran Premi fent lliscar el pneumàtic posterior de forma espectacular mentre intentava recuperar la tracció. Els periodistes italians el van anomenar "Il Marciano" a causa de la seva petita estatura, el seu vestit groc brillant i les seves habilitats aparentment d'un altre món per a portar una motocicleta.

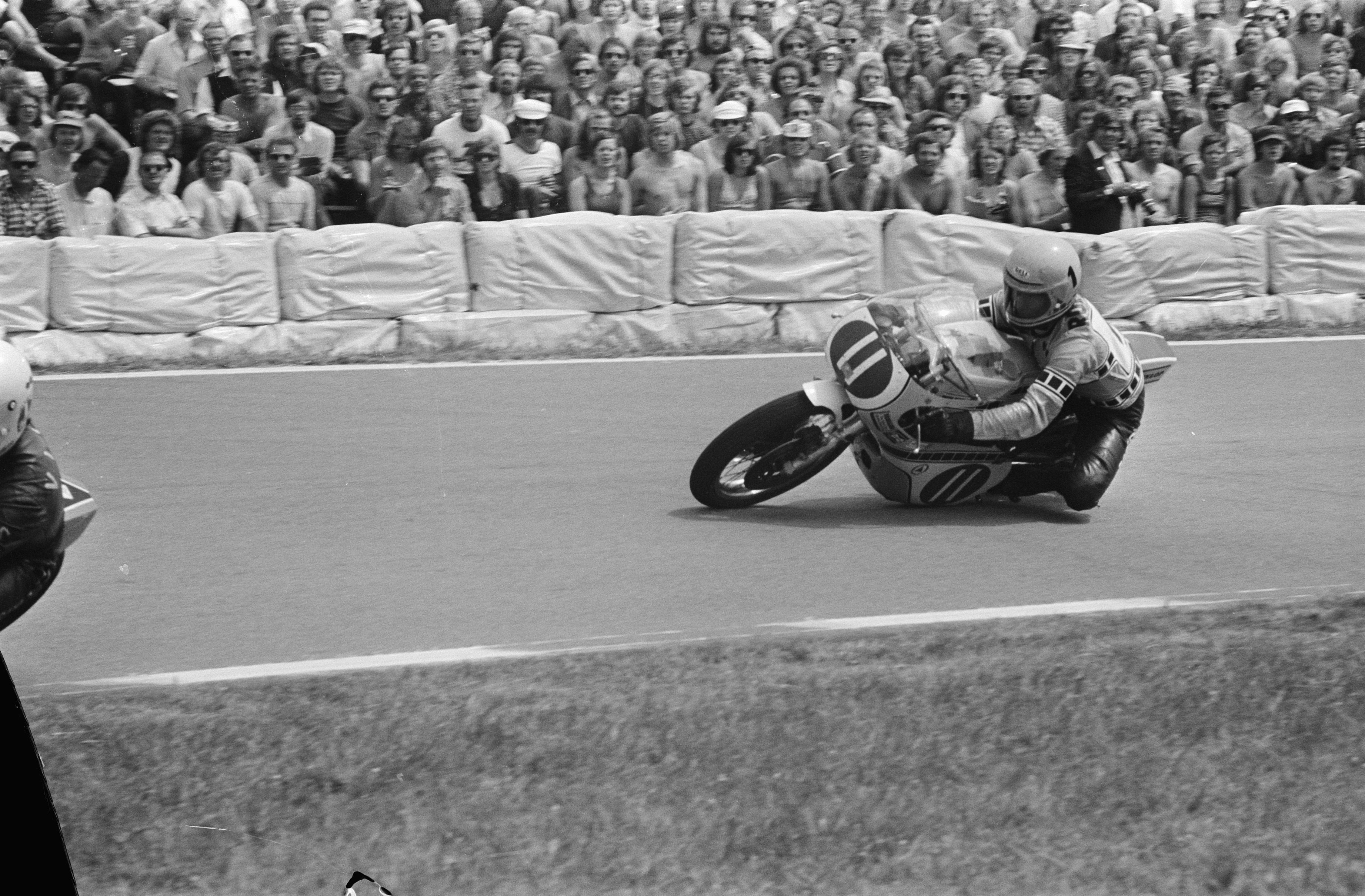
Roberts a la cursa de 250cc del Dutch TT de 1974, el seu primer Gran Premi

Tot seguit, Roberts va viatjar a Gran Bretanya amb la resta de l'equip nord-americà per a competir contra un equip britànic al Trofeu Transatlàntic. Aquest torneig enfrontava els millors pilots britànics amb els millors nord-americans amb motocicletes de 750cc en una sèrie de sis curses a Anglaterra. A l'època es pressuposava que els nord-americans, que competien principalment en pistes de terra, no podien fer-ho sobre asfalt al mateix nivell que els britànics, especialitzats en curses de velocitat. Roberts va esmicolar aquesta creença tot guanyant tres de les sis curses del trofeu i acabant segon a les tres restants. Roberts va ser el màxim anotador individual de la competició amb 93 punts, cinc més que Barry Sheene, el millor britànic.
Després del seu èxit a Imola i al Trofeu Transatlàntic a principis d'any, Roberts va tornar a Europa per a debutar al campionat del món, tot i que només hi va fer una única aparició a la categoria dels 250cc al Dutch TT el 29 de juny. Envoltat dels millors del món, Roberts va aconseguir la pole position i durant la cursa va batre el rècord de volta ràpida (marcat set anys abans per Mike Hailwood) mentre empaitava el líder Walter Villa. Roberts va acabar caient, però es va tornar a incorporar a la cursa i encara va poder acabar al podi amb un tercer lloc.

### Segon Campionat AMA
Al Grand National de 1974, Roberts va guanyar la cursa de mitja milla de dirt track de San Jose i després va guanyar la seva primera cursa nacional de velocitat a Road Atlanta el 2 de juny. El 18 d'agost, va guanyar la cursa Peoria TT completant un Grand Slam amb victòries en cadascun dels cinc esdeveniments diferents del calendari del campionat. Va aconseguir el seu segon títol Gran National consecutiu, guanyant sis curses i superant el seu rècord de punts de 1973 en anotar-ne 2.286 en la sèrie de 23 curses, acumulant punts en cadascuna d'elles.
Roberts va continuar amb els seus èxits a les curses de velocitat el 1975, guanyant tres de les quatre curses al Transatlantic Trophy. Després d'haver guanyat el campionat nacional l'any anterior, però, es va enfrontar a una batalla cada vegada més difícil a les curses de pista de terra al seu país, ja que Harley-Davidson havia continuat millorant el seu model de terra XR-750 mentre Yamaha simplement lluitava per mantenir el ritme. Roberts va compensar la falta de potència de la seva moto amb un estil de conducció temerari i determinat. Va lluitar durant tota la temporada amb el pilot de fàbrica de Harley, Gary Scott, però les avaries mecàniques li van complicar molt la defensa del títol. Havia estat liderant la cursa Daytona 200 quan els seus problemes mecànics van donar la victòria al seu company d'equip de Yamaha Gene Romero. A l'Ascot TT, Roberts va batallar des del dissetè lloc per prendre'n el lideratge abans que una punxada l'obligués a retirar-se.

### Victòria a l'Indy Mile de 1975
No em paguen prou per a portar aquesta cosa. 
L'estil de pilotatge valent de Roberts es va fer palès a l'Indy Mile de 1975. En un esforç desesperat per mantenir-se a prop de Scott en la classificació provisional, Roberts i Carruthers van construir un bastidor de dirt track que pogués suportar un motor de Yamaha TZ750 de velocitat de dos temps capaç d'assolir les 170 mph. La motocicleta no es va acabar fins a just a una hora abans de la cursa, així que Roberts no l'havia conduït mai fins que va arribar a la cursa d'Indianapolis. Va passar els entrenaments intentant aprendre a dominar el patinatge de les rodes causat per l'alta potència del motor i, després, amb prou feines es va qualificar per a la cursa principal mentre lluitava amb la pronunciada corba d'aprenentatge de la nova motocicleta. El seu pobre rendiment a la fase de classificació el va situar a l'última fila de la graella de sortida.

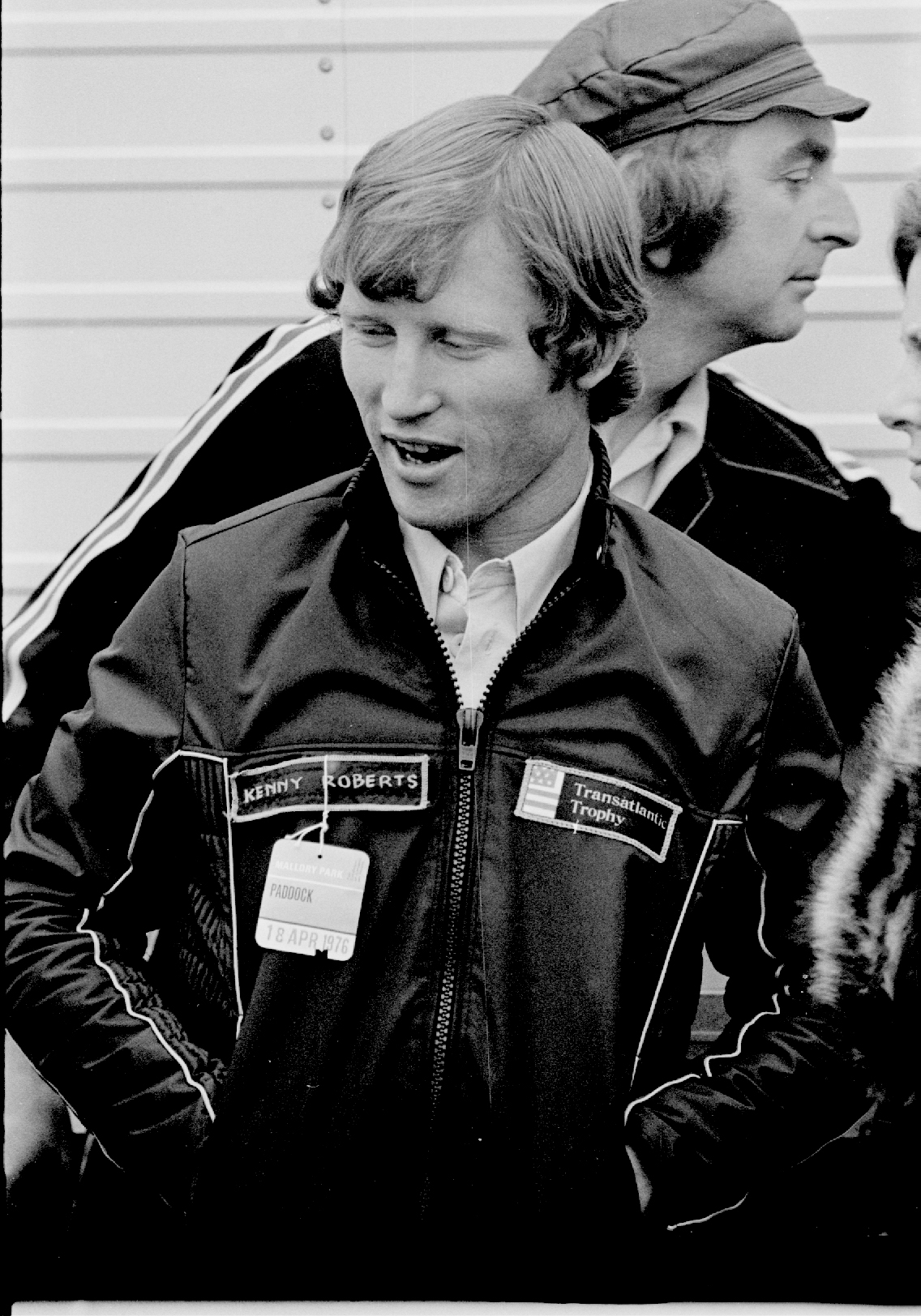
Kenny Roberts el 1975

Un cop començada la cursa, Roberts va passar les primeres voltes experimentant diferents tècniques en un esforç per a descobrir com guanyar tracció. A mesura que va aprendre a controlar el seu avantatge de potència, va començar a batallar des del darrer lloc mentre la seva moto de dos temps emetia un gemec agut per tot el recinte que duia els espectadors al frenesí mentre n'observaven la progressió. Per tal de mantenir la velocitat, Roberts es va veure obligat a córrer per la vora exterior de la pista, sovint amb el seu peu tallant les bales de palla col·locades al voltant del perímetre del circuit com a mesura de seguretat. A l'última volta, Roberts va agafar i superar els pilots de fàbrica de Harley-Davidson Corky Keener i Jay Springsteen i va guanyar la cursa per pocs centímetres. Després va manifestar: «No em paguen prou per a portar aquesta cosa». L'AMA va respondre a la victòria de Roberts a l'Indy Mile prohibint les motocicletes de quatre cilindres el 1976. Kenny Roberts va recordar més tard la victòria a l'Indy Mile amb la Yamaha TZ750 com a l'assoliment més important de la seva carrera en pista de terra.
Tot i aconseguir un altre Grand Slam, aquesta vegada en una sola temporada, Roberts va perdre el seu títol i va acabar segon darrere de Gary Scott al campionat.

### Darrers anys al Grand National
Tot i que Roberts va guanyar quatre proves del Grand National el 1976, va continuar patint incidents mecànics i un dèficit de potència envers les Harley-Davidson a les curses de milla i mitja milla de dir track. Havia estat liderant la Daytona 200 una vegada més quan problemes als pneumàtics el van obligar a fer una llarga aturada a boxes i Johnny Cecotto va poder guanyar la cursa. També va liderar la Loudon Classic quan un rival va xocar amb ell i el va fer caure. Aquell any va baixar al tercer lloc final al campionat, que va tornar a guanyar Jay Springsteen amb l'equip Harley-Davidson.
No hem d'igualar la potència de les Harley, només cal que ens hi acostem al voltant del 10%. Tenir en Kenny a la moto val tant o més. 
Roberts va tornar a Anglaterra a l'abril de 1977, on guanyà quatre de les sis curses del Trofeu Transatlàntic. Després va viatjar a Itàlia, on va competir a la Imola 200, sense deixar cap dubte que era capaç de competir a nivell internacional en guanyar-ne les dues mànegues i establir un nou rècord de la volta.
De tornada als Estats Units, Roberts va guanyar cinc de les sis curses de velocitat que formaven part del campionat Gran National. A la de Sears Point va començar al darrere del grup i va passar tots els contrincants en només quatre voltes abans de guanyar la cursa. Tot i estar en actiu durant gran part de la temporada, Roberts no va poder guanyar cap de les proves de dirt track i finalment va acabar el campionat en quart lloc.

### Primer campió del món nord-americà
Quan es va fer evident que Yamaha no podia desenvolupar una motocicleta de pista de terra capaç de competir amb les Harley-Davidson, l'importador nord-americà de la marca, Yamaha USA, es va oferir a enviar Roberts a Europa la temporada de 1978 per a competir als Grans Premis del campionat del món al costat de Kel Carruthers, que en faria de mentor i cap d'equip. Al començament, Roberts s'hi va resistir, ja que sentia que deixaria un assumpte pendent si no lluitava contra l'equip de Harley-Davidson al campionat AMA, però finalment es va adonar que Yamaha no tenia una moto de dirt track competitiva. Abans d'anar a Europa, Roberts es va reunir amb directius de la marca de pneumàtics Goodyear i va aconseguir suport financer i un proveïdor de pneumàtics per a la seva propera campanya al mundial.
L'equip Yamaha USA tenia previst de competir al campionat del món de 250cc i al de Fórmula 750 per tal de tenir més temps de pràctica per a aprendre's els circuits, però el seu objectiu principal era la cilindrada dels 500cc, considerada la "classe reina" en aquella època. La seva oposició principal al campionat de 500cc hauria de venir del pilot de Yamaha Johnny Cecotto i dels de Suzuki, Barry Sheene i Pat Hennen. Sheene havia estat campió els dos anys anteriors. Roberts va dir que inicialment li era indiferent competir a Europa, però quan va llegir que Sheene l'havia etiquetat com a "cap amenaça", va decidir de competir-hi. Pocs observadors donaven a Roberts cap oportunitat de guanyar el campionat, considerant que li caldria almenys una temporada per a aprendre's els circuits europeus.
La tecnologia de les motocicletes del tombant de la dècada del 1970 generava uns motors amb una potència excessiva per als bastidors i els pneumàtics de l'època. L'estil de pilotatge de Roberts, criat a les pistes de terra d'Amèrica, va revolucionar les curses de velocitat. Abans de la seva arribada a Europa, els pilots se centraven a assolir altes velocitats abans d'entrar als revolts, endarrerint la frenada al màxim i tallant arcs elegants a través del revolts amb les dues rodes alineades. Roberts feia tot el contrari: frenava aviat, aplicava ràpidament l'accelerador i provocava que el pneumàtic posterior derrapés. El derrapatge dels pneumàtics resultant feia que la motocicleta perdés i recuperés tracció constantment, creant un estil de pilotatge brutal i violent que ningú havia vist mai abans als circuits d'Europa. L'estil de pilotatge de Roberts recordava a les pistes de dirt track, on fer lliscar el pneumàtic posterior cap a un costat és el mètode habitual per a dirigir la motocicleta per un angle. A causa de la seva aplicació primerenca de l'accelerador, la moto de Roberts podia assolir la velocitat màxima més ràpid que els seus contrincants.

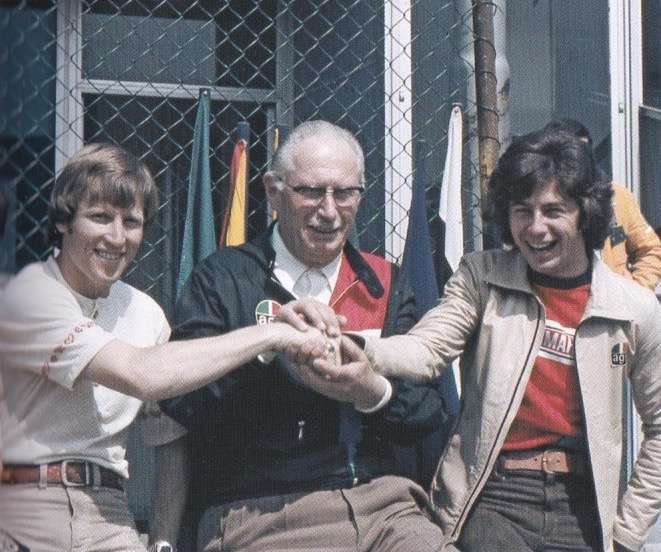
D'esquerra a dreta: Roberts, Checco Costa i Johnny Cecotto a les 200 Milles d'Imola de 1978

La temporada de 1978 va començar amb Roberts guanyant clarament la Daytona 200. Després de diversos incidents que quasi el van obligar a retirar-se mentre l'encapçalava, Roberts va doblar tots els rivals camí de la seva primera victòria a Daytona. Després va guanyar una Imola 200 escurçada per la pluja i va ser el segon màxim anotador individual de punts, darrere de Pat Hennen, a les curses del Trofeu Transatlàntic.
La campanya del campionat del món de 1978 no va començar bé per a Roberts a la ronda inaugural de la temporada, el Gran Premi de Veneçuela. Malgrat que va guanyar la cursa de 250cc, Sheene va aconseguir la victòria a la de 500cc mentre que la Yamaha de Roberts va patir una fallada mecànica a la línia de sortida. Després, el campionat es va traslladar a Europa, on Roberts viuria la seva primera trobada amb la burocràcia de la FIM al Gran Premi d'Espanya.
El promotor del Gran Premi, Nicolás Rodil del Valle, era alhora el president de la FIM. Roberts va començar a adonar-se que molts dels promotors de les curses del campionat estaven connectats amb l'òrgan de govern de la federació internacional, un acord mutu que els donava pocs incentius per a fer millores de seguretat als circuits. Roberts estava acostumat a competir a l'AMA, on els competidors podien confiar en un àrbitre de la federació americana per assegurar-se que els promotors de la cursa proporcionessin un entorn segur, però els corredors que seguien els campionats del món no disposaven d'aquest recurs.
Quan Roberts va arribar al circuit del Jarama per al Gran Premi d'Espanya, se li va negar la participació a la cursa de 500cc. Com que l'americà s'havia retirat del Gran Premi anterior a Veneçuela, els promotors espanyols afirmaven no tenir constància de l'experiència anterior de Roberts en la classe de 500cc. La notícia que els organitzadors de la cursa fingien no conèixer el campió nord-americà, patrocinat per la fàbrica de Yamaha, va indignar a Roberts, que va pensar que la FIM estava intentant exercir la seva autoritat sobre el nouvingut. Finalment, la FIM va cedir i va permetre córrer a Roberts. L'americà va respondre obtenint la pole position i establint el rècord de volta ràpida. A la cursa en si, Roberts va liderar amb un avantatge de vuit segons sobre el segon, fins que l'accelerador se li va enganxar i això va permetre a Pat Hennen d'avançar-lo i relegar-lo al segon lloc.
Després, Roberts va guanyar el seu primer Gran Premi de 500cc amb una victòria a Àustria, seguida ràpidament de dues victòries més a França i Itàlia, juntament amb dos segons llocs als Països Baixos i Bèlgica. Al Gran Premi de Suècia, Roberts va caure durant els entrenaments de la cursa de 250cc i va patir una commoció cerebral i una lesió al polze. Tocat per l'accident, només va poder ser setè a la cursa de 500cc. Sheene, al seu torn, havia contret un virus debilitant al Gran Premi de Veneçuela, però una sèrie de podis i una victòria al Gran Premi de Suècia, combinats amb el fracàs de Roberts, que no va aconseguir cap punt al Gran Premi de Finlàndia, li van permetre de reduir la diferència de punts.

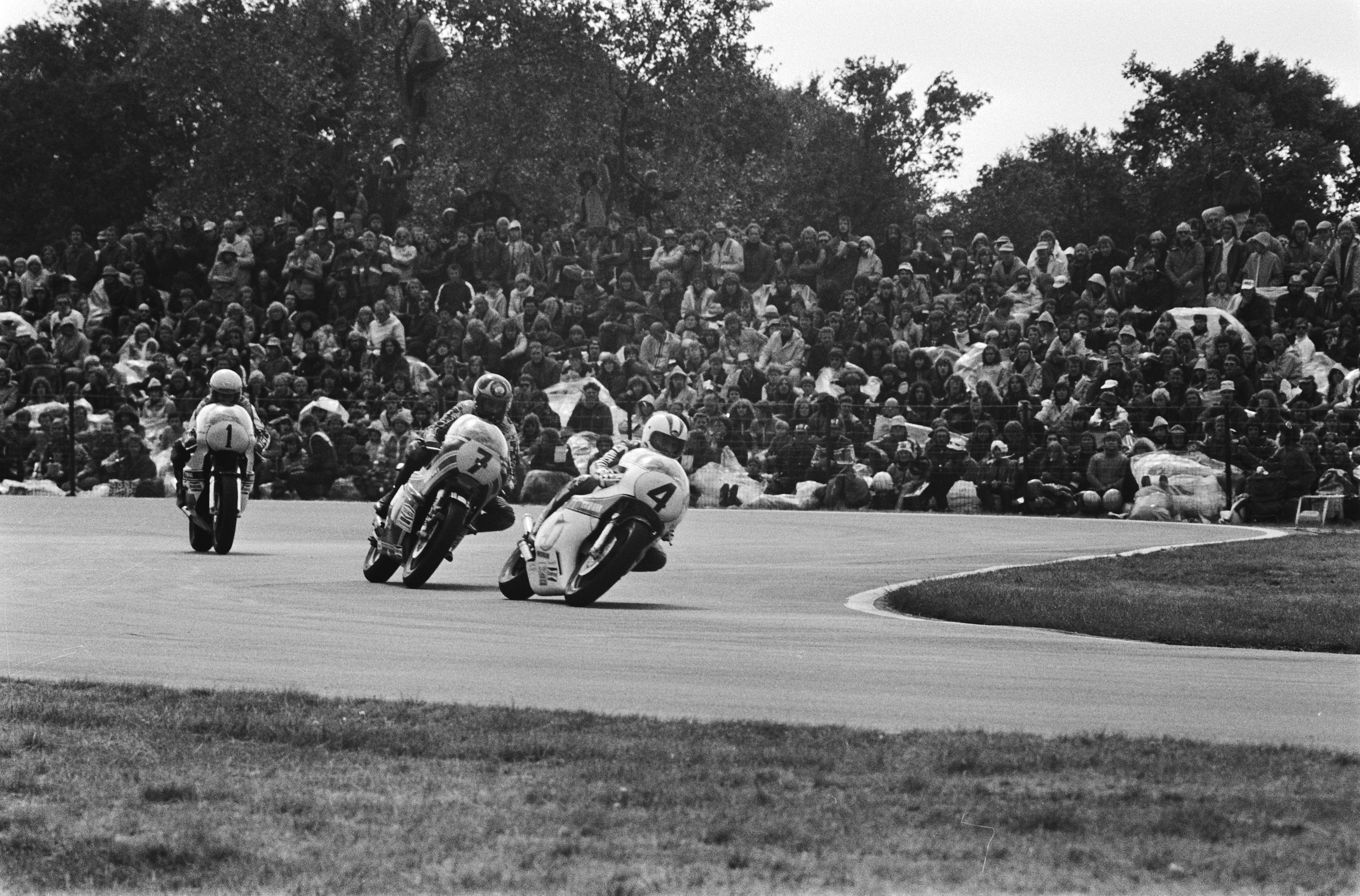
Roberts (1) darrere de Johnny Cecotto (4) i Barry Sheene (7) durant el Dutch TT de 1978

Els dos aspirants al campionat van arribar a Anglaterra per al Gran Premi de Gran Bretanya amb només tres punts de diferència. La cursa va acabar en polèmica quan les pluges torrencials, juntament amb les parades a boxes per als canvis de pneumàtics de Roberts i Sheene, van crear confusió entre els cronometradors oficials. Finalment, Roberts va ser declarat guanyador i Sheene tercer darrere del privat Steve Manship, que no es va aturar per a canviar els pneumàtics.
La darrera cursa de la temporada va ser el Gran Premi d'Alemanya, celebrat al difícil circuit de Nürburgring, de 22,9 km de llarg i considerat massa perillós per al campionat de Fórmula 1. Roberts va batre el rècord no oficial de la volta durant els entrenaments i va obtenir el segon lloc a la graella de sortida; va acabar la cursa en tercer lloc, per davant de Sheene que fou quart, cosa que li va permetre guanyar el seu primer campionat del món i el primer d'un pilot nord-americà en la història del mundial. A banda, va aconseguir quatre victòries i va acabar segon darrere de Johnny Cecotto al campionat de Fórmula 750 i va guanyar dues curses i va acabar quart al de 250cc.

### Líder rebel
Els vaig dir que no volia el seu trofeu. Els vaig dir que l'havien de fondre i vendre. Em va semblar que necessitaven els diners. 
La temporada de 1979 va començar malament per a Roberts, ja que tingué un accident mentre provava una motocicleta al Japó durant la pretemporada en què va patir lesions a l'esquena i ruptura de melsa. Les lesions li van fer perdre el primer Gran Premi de la temporada, a Veneçuela, però va completar una recuperació excel·lent tot obtenint la victòria a la segona ronda, Àustria, seguida d'un segon lloc a Alemanya i una altra victòria a Itàlia.
Arribats al Gran Premi d'Espanya, la polèmica el va tornar a esquitxar quan els organitzadors de la cursa, sabent que Roberts havia de córrer per a poder mantenir el seu lideratge al campionat, es van negar a pagar-li la prima de sortida tal com garanteix la normativa de la FIM. Un Roberts enutjat va guanyar la cursa i, un cop al podi, es va negar a acceptar el trofeu del guanyador i els va dir als promotors que havien de fondre'l i vendre'l per tal d'ajudar a pagar les despeses dels corredors.
La FIM va suspendre inicialment Roberts per la seva acció sense precedents, però la suspensió es va reduir posteriorment a un període de prova. L'actuació de Roberts va ser només una protesta simbòlica, ja que la FIM no va sentir cap necessitat de canviar l'statu quo, però el fet de plantar cara al mal tracte de la FIM va obtenir un fort ressò entre els seus companys i va sentar les bases d'una ruptura amb les antigues maneres, tot impulsant els pilots a prendre mesures encaminades a incrementar les demandes d'augment de seguretat a les curses.
Al Gran Premi de Bèlgica, al circuit de Spa-Francorchamps, es va produir una altra polèmica: el circuit s'havia pavimentat pocs dies abans de la cursa i això havia creat una pista que molts pilots consideraven insegura a causa del gasoil que es filtrava a la superfície. Roberts i el nou líder del campionat, Virginio Ferrari, van instigar una revolta dels pilots i es van negar a córrer. Una vegada més, la FIM va respondre suspenent Roberts i Ferrari. Més tard, la FIM va reduir la sanció a un altre període de prova. L'esdeveniment va posar de manifest l'animositat entre Roberts i la FIM pel que fa a la seguretat dels circuits. Roberts va irritar encara més la FIM quan va començar a parlar amb la premsa sobre crear un campionat alternatiu que pogués competir amb el monopoli de la FIM. L'americà va fer una crida als seus companys motociclistes perquè s'unissin a ell per a trencar amb el control de la FIM.
El mundial es va traslladar a Gran Bretanya, concretament a Silverstone, on Roberts va estar involucrat en una de les curses més igualades de la història del campionat. La seva lluita amb Barry Sheene al Gran Premi de Gran Bretanya de 1979 ha estat considerada una de les curses més memorables de la dècada. Minuts abans de la sortida, a la Yamaha de Roberts se li va trencar una juntura i l'oli que en va vessar va embrutar tota la moto. L'equip de mecànics de la marca va aconseguir reemplaçar la juntura a temps, però Roberts va anar a la línia de sortida amb els guants recoberts d'oli, cosa que va fer que la mà li rellisqués al puny de l'accelerador durant la cursa. Un cop donada la sortida, Roberts, Sheene i Wil Hartog es van separar de la resta de perseguidors. Hartog finalment es va quedar enrere mentre Roberts i Sheene van continuar lluitant pel lideratge. Hi ha haver nombrosos canvis de lideratge al llarg de les 28 voltes que durava la cursa fins que Roberts es va imposar a Sheene per un estret marge de només tres dècimes de segon. Un tercer lloc al Gran Premi de França, que cloïa la temporada, juntament amb una caiguda del seu principal rival al campionat, Ferrari, va assegurar el seu segon títol de campió del món consecutiu. Roberts va acabar la temporada amb una victòria a la prestigiosa Race of the Year de Mallory Park.

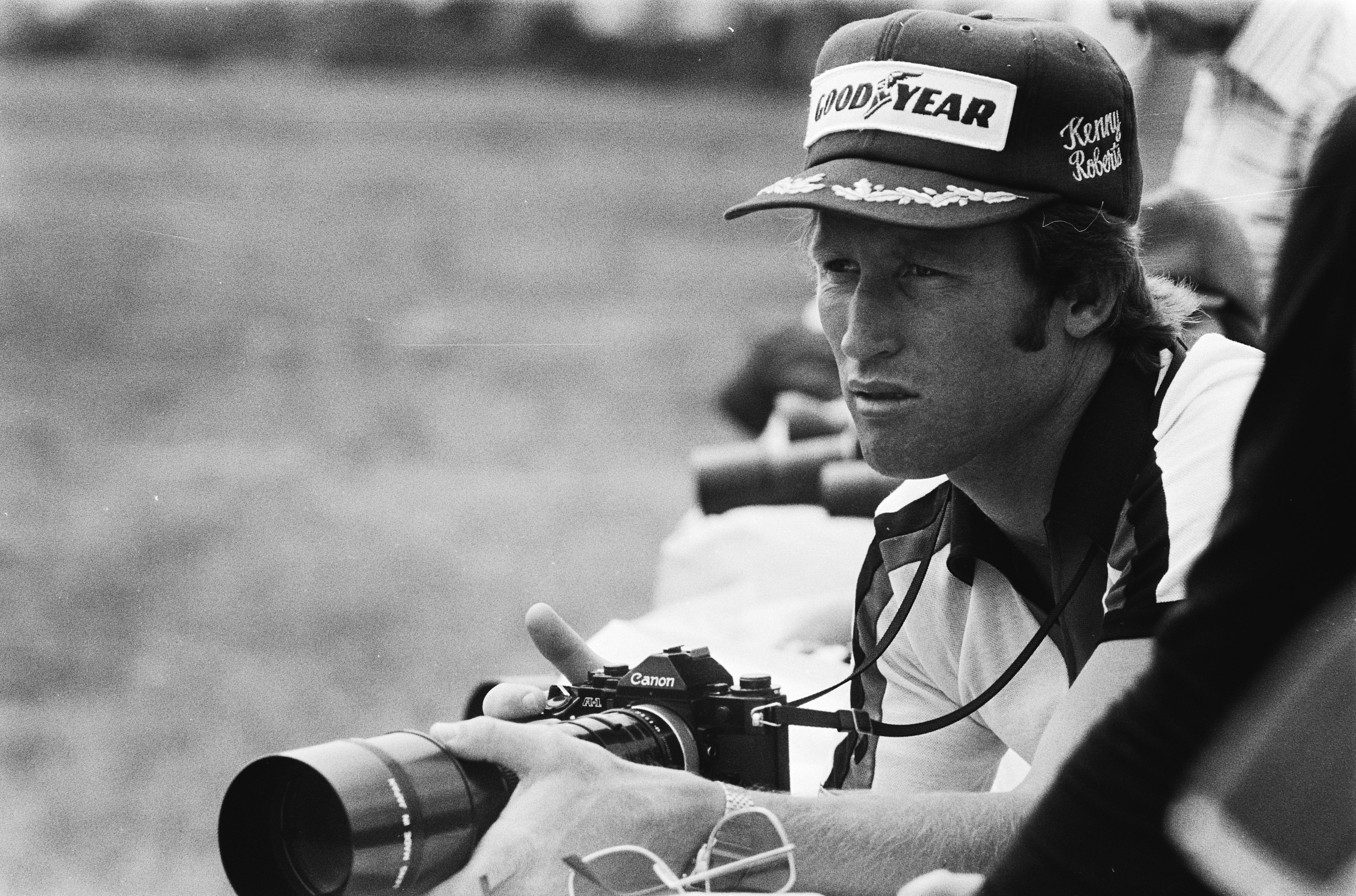
Roberts d'espectador en una cursa del Dutch TT de 1979

El desembre de 1979, Roberts va complir les seves amenaces quan, juntament amb altres pilots del campionat del món, va publicar una carta oberta a la premsa anunciant la seva intenció de trencar amb la FIM i crear un campionat de curses paral·lel, anomenat World Series. Quan Roberts va arribar per primer cop a l'escena dels Grans Premis, els pilots de motociclisme competien davant de desenes de milers d'espectadors per a guanyar premis tan modestos com ara 200 dòlars, a circuits com el d'Imatra, a Finlàndia, que comptava amb passos a nivell de ferrocarril i bales de palla embolicades al voltant dels pals de telèfon. En comptes d'una compensació econòmica adequada per arriscar les seves vides, els organitzadors de les curses esperaven que els pilots correguessin simplement pel prestigi i per a guanyar punts pel mundial. El 1956, el vigent campió del món de 500cc, Geoff Duke i tretze pilots més van rebre sis mesos de suspensió simplement per amenaçar de fer vaga. Roberts va adoptar una postura de confrontació, de vegades bel·ligerant, amb els promotors de les curses, desafiant el mal tracte que els pilots de l'època estaven acostumats a rebre. La FIM va reaccionar condemnant les World Series i, tot i que aquest campionat no va tenir èxit a causa de les dificultats per aconseguir prou emplaçaments, els pilots havien provat la força que podien exercir. Davant la possibilitat de perdre el control del campionat del món, la FIM es va veure obligada a prendre's seriosament les seves demandes tot fent canvis pel que fa a la compensació econòmica i la seguretat dels pilots. Durant el Congrés de la FIM de 1979, es van aprovar noves regles que augmentaven substancialment els premis fins a un 500% i en els anys següents es van imposar mesures de seguretat més estrictes als organitzadors dels Grans Premis.

### Un tercer campionat del món
El febrer de 1980, Roberts va retornar de forma notable al campionat Grand National de l'AMA durant dues curses al començament de la temporada, concretament el Houston TT i el short track de l'Astrodome de Houston al llarg de dues nits. Després de més d'un any fora de les competicions de dirt track, Roberts va guanyar el Houston TT i va empatar així el rècord de Bart Markel de 28 victòries al Grand National. Va acabar la nit següent amb un tercer lloc al short track de Houston. Tornant a Anglaterra una vegada més per a les curses del Trofeu Transatlàntic, Roberts va tornar a ser el màxim anotador de punts individuals mentre conduïa l'equip nord-americà de nou a la victòria sobre els britànics.
De cara a la temporada del mundial de 1980, Yamaha va convertir l'equip Yamaha USA de Roberts i Carruthers en l'equip oficial de fàbrica de facto. La temporada va començar amb dos mesos d'endarreriment a causa de la cancel·lació de les rondes austríaca i veneçolana. Barry Sheene havia estat reemplaçat per Randy Mamola com a número u de Suzuki, ja que Sheene no estava satisfet amb la feina de l'equip i havia muntat un equip privat amb motos Yamaha. Roberts va guanyar les tres primeres curses ja que l'equip Suzuki semblava estar en desordre, però a la tercera, els membres de l'equip Mamola i Marco Lucchinelli començaren a posar-li les coses més difícils. Al Gran Premi dels Països Baixos, a la Yamaha de Roberts se li va desinflar el pneumàtic anterior i va tenir problemes amb un amortidor posterior defectuós, obligant l'americà a retirar-se, però els seus principals rivals al campionat també van patir contratemps: Cecotto, Ferrari i Hartog es van perdre totes les curses a causa de sengles lesions i Sheene va patir sovint avaries mecàniques. Els pilots de Suzuki van guanyar les últimes quatre curses, però Roberts havia acumulat un avantatge de punts prou còmode com per aguantar i aconseguir el seu tercer campionat del món de 500cc consecutiu.

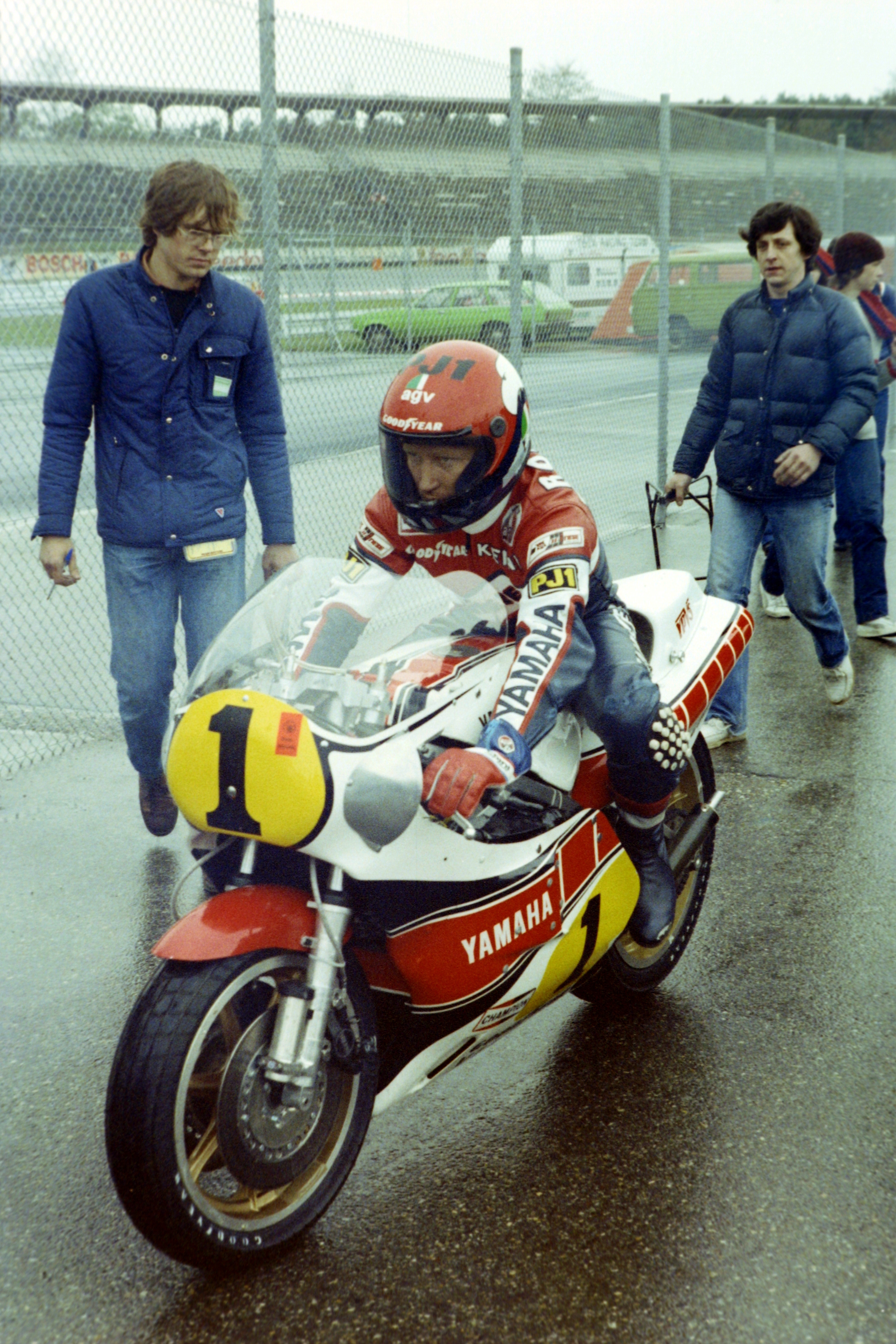
Roberts al GP d'Alemanya de 1981

### Canvi de sort
El 1981, Yamaha va presentar una nova moto de quatre cilindres en U, similar a la Suzuki RG500. Roberts va quedar segon darrere de Marco Luchinelli a la Imola 200, no puntuable per al campionat. La Yamaha de Roberts va tenir una fallada de suspensió durant el primer Gran Premi de la temporada, a Àustria, però va recuperar-se'n i va guanyar les dues curses següents (Alemanya i Itàlia). Les esperances de revalidar el seu títol se li van començar a esvair al Dutch TT quan les pastilles de fre anteriors de la Yamaha, mal instal·lades, van fer que la roda es bloquegés a la línia de sortida i va haver d'acabar la cursa abans que hagués començat. Va poder anotar un segon lloc darrere de Lucchinelli al Gran Premi de Bèlgica, però va ser un cop més tocat per la dissort quan, víctima d'una intoxicació alimentària, es va haver de perdre el Gran Premi de San Marino. Després va perdre per poc el Gran Premi de Gran Bretanya davant de Jack Middelburg per tres dècimes de segon abans d'acabar la temporada amb un setè lloc a Finlàndia i una retirada a Suècia. Els pilots de Suzuki Mamola i Lucchinelli van lluitar fins a la darrera cursa de la temporada abans que l'italià es proclamés campió amb un total de cinc victòries en Gran Premi i Mamola fos subcampió, amb Roberts en tercer lloc.
Kenny Roberts va canviar als pneumàtics Dunlop per a la temporada 1982, ja que Goodyear es va retirar de les curses de motocicletes. Aquell any va entrar en joc la nova Honda NS500 de dos temps que van pilotar el campió del món vigent Lucchinelli, l'antic campió del món de 350cc Takazumi Katayama i el debutant Freddie Spencer. Roberts va guanyar la ronda inaugural a l'Argentina amb l'antiga Yamaha tetracilíndrica de motor en U, però després va canviar a la nova OW61 YZR500 amb motor V4. Aleshores va quedar tercer al Gran Premi d'Àustria i no va córrer al de França, a Nogaro, on juntament amb altres pilots destacats va boicotejar la cursa per les condicions insegures de la pista. Després, Roberts va guanyar el Gran Premi d'Espanya al Jarama per davant de Sheene i va aconseguir un segon lloc darrere del pilot de Suzuki Franco Uncini al Dutch TT. Com a presagi d'allò que havia de venir, Roberts liderava el Gran Premi de Bèlgica quan els seus pneumàtics Dunlop van perdre adherència i es va haver de conformar amb el quart lloc mentre Spencer guanyava el seu primer Gran Premi per a Honda. Roberts es va lesionar el genoll i el dit al Gran Premi de Gran Bretanya i es va haver de perdre la ronda sueca, però el títol de campió ja havia estat obtingut per Uncini amb un total de cinc victòries, mentre que Roberts va caure al quart lloc final de la classificació. Amb Roberts lesionat, Yamaha va permetre al seu company d'equip Graeme Crosby l'oportunitat de pilotar la Yamaha V4 durant els entrenaments del Gran Premi d'Alemanya de final de temporada, però el neozelandès va declarar que l'experiència li havia pres anys de vida. Al final de la temporada de 1982, Roberts havia guanyat setze Grans Premis de 500cc, més del doble que qualsevol dels seus contemporanis.

### Roberts contra Spencer
Roberts va anunciar que la temporada de 1983 seria el seu darrer any als Grans Premis. El director de l'equip Yamaha, Giacomo Agostini, no havia pogut pactar un contracte amb Graeme Crosby, així que el campió AMA de Superbike Eddie Lawson va ser incorporat com a nou company d'equip de Roberts. La batalla pel campionat de 1983 entre Roberts i Spencer ha estat considerada una de les millors temporades de la història del mundial de motociclisme, juntament amb el duel als 500cc de 1967 entre Mike Hailwood i Giacomo Agostini. Roberts va començar la temporada amb la seva YZR500 amb problemes de sobreescalfament i a la suspensió posterior, mentre que Spencer va començar amb força guanyant les tres primeres curses i obtenint un total de cinc victòries a les set primeres. Roberts liderava la segona cursa a França quan a la Yamaha se li va partir una cambra d'expansió, fent que perdés potència; Spencer va guanyar i Roberts va caure al quart lloc. A la tercera ronda, a Monza, Roberts va caure mentre liderava davant de Spencer a tres voltes del final. Roberts va guanyar el Gran Premi d'Alemanya, però després va acabar segon darrere de Spencer al Gran Premi d'Espanya en una cursa que Spencer va qualificar com una de les més dures de la seva carrera. Les coses van començar a anar-li bé a Roberts al Gran Premi d'Àustria, on va guanyar mentre que l'Honda de Spencer va patir una fallada al cigonyal. Al Gran Premi de Iugoslàvia, la Yamaha de Roberts no va sortir bé, mentre que Spencer va agafar un avantatge primerenc i Roberts va haver de lluitar amb tots els rivals fins a poder acabar en quart lloc. Després, Roberts va enfilar una ratxa de tres victòries consecutives als Països Baixos, Bèlgica i Anglaterra, mentre que Spencer es va mantenir a prop amb un tercer lloc i dos segons.

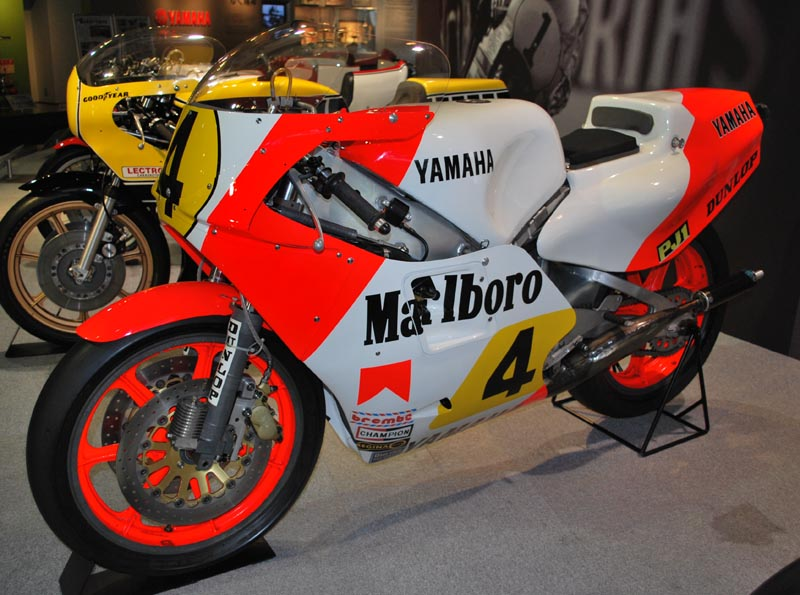
La Yamaha Yamaha YZR500 (OW70) que va pilotar el 1983

El campionat va arribar a la penúltima ronda, el Gran Premi de Suècia, amb Spencer amb un avantatge de dos punts sobre Roberts. Roberts anava primer davant de Spencer a l'última volta de la cursa. Baixant per la recta posterior, Spencer va col·locar la seva Honda just darrere de la Yamaha de Roberts quan arribaven al penúltim revolt, un de dretes de noranta graus. Ambdós pilots van frenar, Spencer va sortir del rebuf de Roberts i va aconseguir avançar a la Yamaha. Quan van sortir de l'angle, tots dos van sortir-se de la pista i van anar pel terra. Spencer va ser capaç de tornar al circuit i ocupar el primer lloc, creuant la línia de meta just per davant de Roberts en una victòria crucial. Roberts va considerar que l'avançament de Spencer era forassenyat i perillós i hi va intercanviar paraules gruixudes al podi. Roberts hauria de guanyar la ronda final a San Marino i Spencer no hauria de passar del tercer lloc per tal que Roberts guanyés el seu quart campionat mundial. En un final adequat per a una gran cursa, Roberts va guanyar el seu darrer Gran Premi, però Spencer va aconseguir el segon lloc i es va proclamar campió del món. Tots dos pilots van dominar la temporada amb sis victòries cadascun del total de 12 curses.
Roberts va continuar corrent en esdeveniments seleccionats el 1984. Al març, va lluitar contra Spencer per guanyar la seva segona Daytona 200 consecutiva, la tercera en total. Al juliol, Roberts va guanyar la ronda d'anada de la Laguna Seca 200 i va acabar segon darrere de Randy Mamola a la de tornada; Mamola va ser declarat vencedor de la rova en funció dels temps agregats. Al setembre de 1985, Roberts va córrer a la prova de dirt track del Grand National Springfield Mile amb una Harley-Davidson XR750 preparada per Mert Lawwill, però no va arribar a la final.
El juliol de 1985, Roberts va guanyar la pole position a la prestigiosa cursa de resistència de les 8 Hores de Suzuka, celebrada al Japó. Fent equip amb Tadahiko Taira, el duo va estar liderant la cursa fins a l'última hora, quan alguns problemes mecànics els van fer baixar a la dissetena posició. Roberts va tornar a competir a les 8 Hores de Suzuka el 1986, aquesta vegada fent equip amb el nord-americà Mike Baldwin. El duo es va classificar segon a la qualificació darrere de Wayne Gardner, però no va aconseguir acabar la cursa.

### Estadístiques de la seva carrera
Al llarg d'una carrera de 13 anys com a pilot professional de motociclisme, Roberts va guanyar dos campionats AMA Grand National i tres campionats del món de 500cc, amb 32 victòries en proves del Grand National i 24 Grans Premis. Va guanyar tres vegades tant la Daytona 200 com la Imola 200 i va guanyar sis vegades la Laguna Seca 200. Va ser el segon pilot de l'AMA després de Dick Mann a aconseguir el Grand Slam en guanyar les cinc modalitats de què constava el campionat Grand National.

## Director i propietari d'equips de competició
Un cop retirat dels Grans Premis el 1983, Roberts va considerar breument de dedicar-se a les curses d'automobilisme, fins que es va decidir a formar un equip de competició per al mundial de motociclisme. El 1984 va muntar un equip per al campionat del món de 250cc amb motos Yamaha format pels pilots Wayne Rainey i Alan Carter. El 1986 va passar al campionat del món de 500cc amb Randy Mamola i Mike Baldwin de pilots. Després d'anar-se'n als Estats Units per a competir al campionat AMA de Superbike, Wayne Rainey va tornar a entrar a l'equip el 1988, en què acabà tercer a la seva primera temporada als 500cc; el 1989 encara millorà el resultat i fou segon darrere d'Eddie Lawson. El 1990, Roberts va aconseguir el suport financer de la companyia de cigarretes Marlboro i el seu equip va esdevenir l'oficial de fàbrica de Yamaha. Rainey i John Kocinski van guanyar els campionats mundials de 500cc i 250cc aquell any, fent de Roberts el director d'equip més reeixit als Grans Premis de l'època. Rainey va guanyar tres campionats del món consecutius de 500cc amb l'equip de Roberts fins que va quedar paraplègic en un accident al Gran Premi d'Itàlia de 1993. A partir d'aleshores l'equip de Roberts va continuar competint amb Luca Cadalora com a pilot principal, però va coincidir amb una etapa dominada per Honda i el seu pilot, Mick Doohan.
El 1997, Roberts va sorprendre el món de les curses en deixar Yamaha després de més de 25 anys de relació per a fundar la seva pròpia empresa de motocicletes. L'americà s'havia cansat de batallar amb Yamaha per imposar el seu criteri i manera de treballar. Amb la seva nova empresa, situada a Anglaterra per tal d'aprofitar la indústria de la Fórmula 1, Roberts va construir un motor de dos temps tricilíndric amb l'ajuda de l'empresa d'enginyeria Tom Walkinshaw Racing. Va decidir aprofitar les regles que permetien pesos més lleugers per a les motocicletes de tres cilindres després d'observar l'agilitat i l'avantatge de maniobrabilitat de l'Honda NS500 de Freddie Spencer durant la temporada 1983. Malauradament, quan s'havia desenvolupat la motocicleta, la tecnologia dels pneumàtics havia millorat fins al punt que havia equiparat qualsevol mena d'avantatge envers les motocicletes de quatre cilindres. La motocicleta de Roberts va aconseguir una pole position amb el pilot Jeremy McWilliams al Gran Premi d'Austràlia de 2002 contra la nova generació de motocicletes de MotoGP de quatre temps de 990 cc.
Amb la introducció de la nova classe MotoGP el 2002, l'equip de Roberts va desenvolupar una moto de cinc cilindres anomenada KR5. L'equip va ser inicialment ben finançat per la Proton de Malàisia, però a mitjan temporada 2004 es va fer evident que no era capaç d'enllestir un motor capaç de competir amb les fàbriques japoneses dominants. Roberts va recórrer a KTM per a obtenir motors per a la temporada 2005, però després de deu curses, KTM va retirar bruscament el seu suport la vigília del Gran Premi de la República Txeca, obligant l'equip a perdre diverses curses. Honda va intervenir per ajudar l'equip de Roberts per a la temporada 2006 proporcionant motors de cinc cilindres i aquell any, el fill de Roberts, Kenny Roberts Jr., va obtenir amb la moto del seu pare (la Team Roberts KR211V) el sisè lloc final al campionat, amb dos podis inclosos. La temporada 2007 va ser la de la introducció d'una nova fórmula per als motors de MotoGP, amb configuració de quatre temps i 800 cc. Roberts tornà a assegurar-se els motors d'Honda per a la moto de curses Team Roberts KR212V, però els resultats no van ser els esperats i el finançament per a l'equip es va esvair. Acabada la temporada 2007, Roberts es va retirar de les competicions de MotoGP a causa de la manca de patrocini.

## Llegat

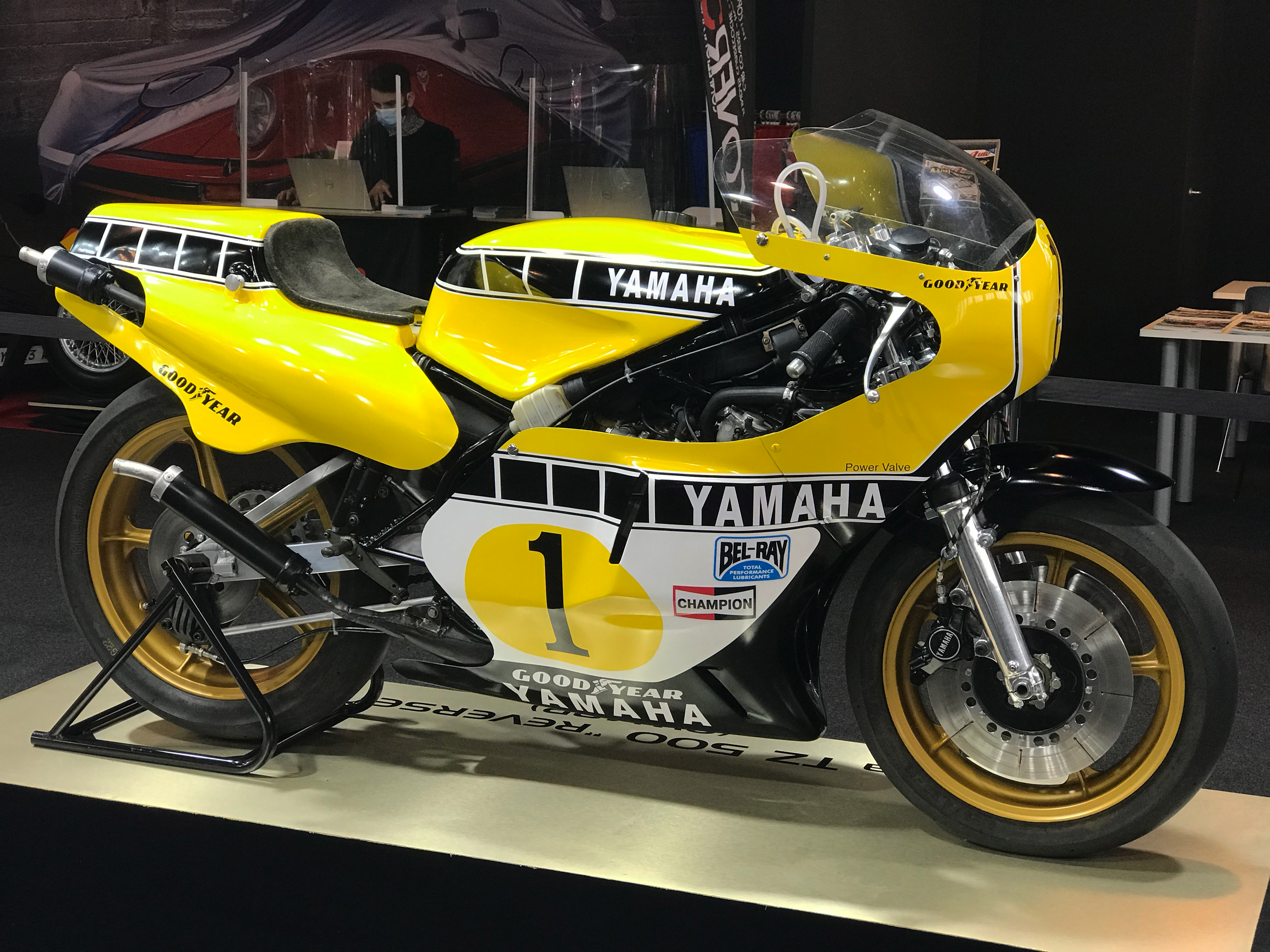
La Yamaha YZR500 que va pilotar el 1980

L'estil de pilotatge de Roberts en què forçava la roda del darrere de la moto a trencar la tracció per a fer-la derrapar, bàsicament circulant per superfícies pavimentades com si fossin pistes de terra, va canviar la manera en què es conduïen les motocicletes de Gran Premi. Del 1983 al 1999, tots els campionats del món de 500cc van ser guanyats per pilots amb antecedents en pistes de terra. El mètode de Roberts als revolts, inclinant al màxim la motocicleta amb el genoll estès, el va obligar a fer servir cinta adhesiva com a genollera i, finalment, va portar a la introducció de les genolleres dissenyades per a aquest fi que avui dia fan servir tots els pilots de motociclisme. Les seves batalles amb l'establishment dels Grans Premis finalment van portar a l'adopció d'estàndards de seguretat més estrictes per als organitzadors de les curses. Roberts va ser un dels primers pilots a desafiar la FIM per la manera com tractava els competidors i va ajudar a millorar els premis, així com la professionalitat de l'esport. No va ser fins que Roberts va planificar la seva sèrie de curses paral·lela l'any 1980 que la FIM es va veure obligada a canviar la manera en què tractava els corredors de motocicletes.
Al llarg de la seva carrera, Roberts ha estat un ferm defensor d'augmentar el prestigi de les curses de motos entre el públic en general. Durant la seva carrera com a pilot, Roberts tornava als Estats Units a meitat de temporada quan hi havia una pausa al calendari dels Grans Premis per a córrer la Laguna Seca 200, com una manera d'augmentar el perfil de l'esdeveniment per tal d'ajudar-lo a obtenir l'estatus de Gran Premi. La cursa finalment va aconseguir aquest estatus el 1988 i el 1993, Roberts en va assumir el paper de promotor, donant suport financer al Gran Premi dels Estats Units de 1993. A la dècada del 1990, quan els Grans Premis van experimentar a un nombre cada vegada menor de participants a causa de l'augment dels costos, Roberts va exigir que Yamaha proporcionés motors als equips privats per tal de reforçar el nombre de pilots.
El fill de Roberts, Kenny Roberts Jr., va guanyar el Campionat del Món de 500cc del 2000, convertint pare i fill en l'única parella que ha guanyat mai el títol. Irònicament, Roberts ha afirmat que, en el fons, es considera un pilot de pista de terra i només es va dedicar a les curses de velocitat perquè calia fer-ho si volies competir al campionat Grand National. També va dir que hauria preferit romandre als Estats Units per a competir en aquell campionat si Yamaha o un altre fabricant hagués estat capaç de construir una moto de pista de terra capaç de rivalitzar amb les Harley-Davidson.

## Distincions
- Incorporat al Motorsports Hall of Fame of America el 1990.[113]
- Incorporat a l'International Motorsports Hall of Fame el 1992.[114]
- Incorporat a l'AMA Motorcycle Hall of Fame el 1998.[2]
- Incorporat al MotoGP Hall of Fame (per tant, nomenat MotoGP Legend) el 2000.[6]

## Resultats al Mundial de motociclisme
Font:
Barem de puntuació de 1969 a 1987:
| Posició | 1  | 2  | 3  | 4 | 5 | 6 | 7 | 8 | 9 | 10 |
| Punts   | 15 | 12 | 10 | 8 | 6 | 5 | 4 | 3 | 2 | 1  |

(Ids. Grans Premis | Llegenda) (Curses en negreta indiquen pole; curses en  itàlica indiquen volta ràpida)
| Any  | Categoria | Equip                    | Moto         | 1       | 2     | 3       | 4       | 5       | 6       | 7     | 8       | 9       | 10      | 11      | 12      | 13    | Punts | Posició | Victòries |
| ---- | --------- | ------------------------ | ------------ | ------- | ----- | ------- | ------- | ------- | ------- | ----- | ------- | ------- | ------- | ------- | ------- | ----- | ----- | ------- | --------- |
| 1974 | 250 cc    | Yamaha USA               | TZ250        | GER -   | NAT - | IOM -   | NED 3   | BEL -   | SWE -   | FIN - | CZE -   | YUG -   | ESP -   |         |         |       | 10    | 19è     | 0         |
| 1978 | 250 cc    | Yamaha USA               | TZ250        | VEN 1   | ESP 2 |         | FRA 2   | NAT DNS | NED 1   | BEL - | SWE -   | FIN -   | GBR -   | GER -   | CZE -   | YUG - | 54    | 4t      | 2         |
| 1978 | 500 cc    | Yamaha USA               | YZR500 OW35K | VEN -   | ESP 2 | AUT 1   | FRA 1   | NAT 1   | NED 2   | BEL 2 | SWE 7   | FIN DNF | GBR 1   | GER 3   |         |       | 110   | 1r      | 4         |
| 1979 | 500 cc    | Yamaha USA               | YZR500 OW45  | VEN -   | AUT 1 | GER 2   | NAT 1   | ESP 1   | YUG 1   | NED 8 | BEL DNS | SWE 4   | FIN 6   | GBR 1   | FRA 3   |       | 113   | 1r      | 5         |
| 1980 | 500 cc    | Yamaha Intl              | YZR500 OW48  | NAT 1   | ESP 1 | FRA 1   | NED DNF | BEL 3   | FIN 2   | GBR 2 | GER 4   |         |         |         |         |       | 87    | 1r      | 3         |
| 1981 | 500 cc    | Yamaha Intl              | YZR500 OW54  | AUT DNF | GER 1 | NAT 1   | FRA 5   | YUG 3   | NED DNS | BEL 2 | SM DNS  | GBR 2   | FIN 7   | SWE DNF |         |       | 74    | 3r      | 2         |
| 1982 | 500 cc    | Yamaha Intl              | YZR500 OW60  | ARG 1   |       |         |         |         |         |       |         |         |         |         |         |       | 68    | 4t      | 2         |
| 1982 | 500 cc    | Yamaha Intl              | YZR500 OW61  |         | AUT 3 | FRA DNS | ESP 1   | NAT 4   | NED 2   | BEL 4 | YUG DNS | GBR DNF | SWE DNS | SM DNS  | GER DNS |       | 68    | 4t      | 2         |
| 1983 | 500 cc    | Marlboro Agostini Yamaha | YZR500 OW70  | RSA 2   | FRA 4 | NAT DNF | GER 1   | ESP 2   | AUT 1   | YUG 4 | NED 1   | BEL 1   | GBR 1   | SWE 2   | SM 1    |       | 142   | 2n      | 6         |